# Liste der Biografien/Barti
Liste der Biografien |
Portal Biografien |
Personensuche
# |
A |
B |
C |
D |
E |
F |
G |
H |
I |
J |
K |
L |
M |
N |
O |
P |
Q |
R |
S |
T |
U |
V |
W |
X |
Y |
Z |
?
 
Ba |
Be |
Bd |
Bg |
Bh |
Bi |
Bj |
Bl |
Bm |
Bn |
Bo |
Br |
Bs |
Bu |
Bw |
By |
Bz
 
Baa |
Bab |
Bac |
Bad |
Bae |
Baf |
Bag |
Bah |
Bai |
Baj |
Bak |
Bal |
Bam |
Ban |
Bao |
Bap |
Baq |
Bar |
Bas |
Bat |
Bau |
Bav |
Baw |
Bax–Baz
 
Bara |
Barb |
Barc |
Bard |
Bare |
Barf |
Barg |
Barh |
Bari |
Barj |
Bark |
Barl |
Barm |
Barn |
Baro |
Barp |
Barq |
Barr |
Bars |
Bart |
Baru |
Barv |
Barw |
Bary |
Barz
 
Barta |
Bartb |
Bartc |
Bartd |
Barte |
Bartf |
Barth |
Barti |
Bartk |
Bartl |
Bartm |
Bartn |
Barto |
Bartr |
Barts |
Bartt |
Bartu |
Barty |
Bartz
Die Liste der Biografien führt alle Personen auf, die in der deutschsprachigen Wikipedia einen Artikel haben. Dieses ist eine Teilliste mit 16 Einträgen von Personen, deren Namen mit den Buchstaben „Barti“ beginnt.

## Barti

### Bartib
- Bartibás, Venancio (1906–1977), uruguayischer Fußballspieler

### Bartic
- Barticciotto, Bruno (* 2001), chilenischer Fußballspieler
- Barticciotto, Marcelo (* 1967), argentinisch-chilenischer Fußballspieler
- Bärtich, Rudolf (1876–1947), deutscher Violinist

### Bartig
- Bartig-Prang, Tatje (* 1978), deutsche Kulturwissenschaftlerin und Buchautorin

### Bartik
- Bartik, Franz (1896–1969), österreichischer Politiker (ÖVP), Landtagsabgeordneter
- Bartik, Jean (1924–2011), US-amerikanische Programmiererin
- Bartík, Josef (1897–1968), tschechoslowakischer General und Geheimdienstoffizier, sowie bis Januar 1946 Leiter des Obranné zpravoddajstvi (OBZ)

### Bartil
- Bartilson, Lynsey (* 1983), US-amerikanische Schauspielerin

### Bartin
- Bartine, Horace F. (1848–1918), US-amerikanischer Politiker
- Bartini, Robert Ljudwigowitsch (1897–1974), sowjetisch-italienischer Flugzeugkonstrukteur

### Bartir
- Bartiromo, Maria (* 1967), US-amerikanische Fernsehmoderatorin und AutorMaria Bartiromo (* 1967)

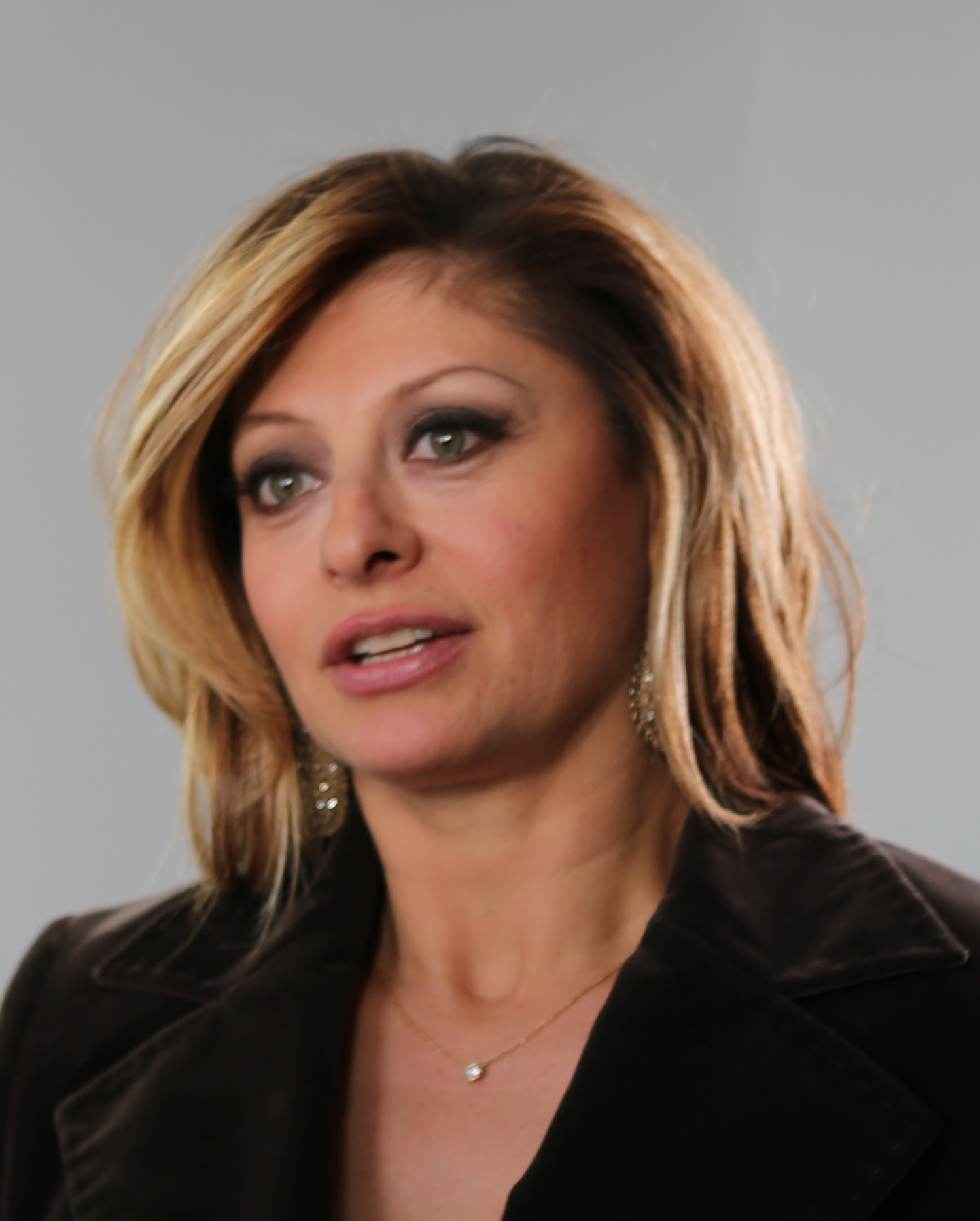
Maria Bartiromo (* 1967)

### Bartis
- Bartis, Attila (* 1968), ungarischer Schriftsteller und Photograph
- Bartisal, Adele (1870–1954), österreichische Politikerin (SDAP), sowie Weißnäherin, Kleidermacherin und Hausbesorgerin
- Bartisch, Franz (1897–1948), österreichischer Motorradingenieur, Gründer der mechanischen Werkstätte Bartisch
- Bartisch, Georg (* 1535), deutscher Arzt